# Nhóm sao Bắc Đẩu

Nhóm sao Bắc Đẩu.

Nhóm sao Bắc Đẩu, hay còn gọi là Thất Tinh Bắc Đẩu (北斗七星) hay Bắc Đẩu Thất Tinh, là một nhóm sao gồm bảy ngôi sao trong chòm sao Đại Hùng.
Mảng các ngôi sao này tạo nên hình ảnh giống cái đấu (đẩu) hay cái gàu sòng hoặc cái xoong và nằm ở hướng bắc, vì vậy một số nước gọi nó là nhóm sao Bắc Đẩu.
Nhóm sao Bắc Đẩu và sao Bắc Cực là hai khái niệm khác nhau: "sao Bắc Đẩu" là cách gọi dân gian, nói về một nhóm sao bao gồm nhiều ngôi sao, trong khi sao Bắc Cực nói đến một ngôi sao.

## Vị trí

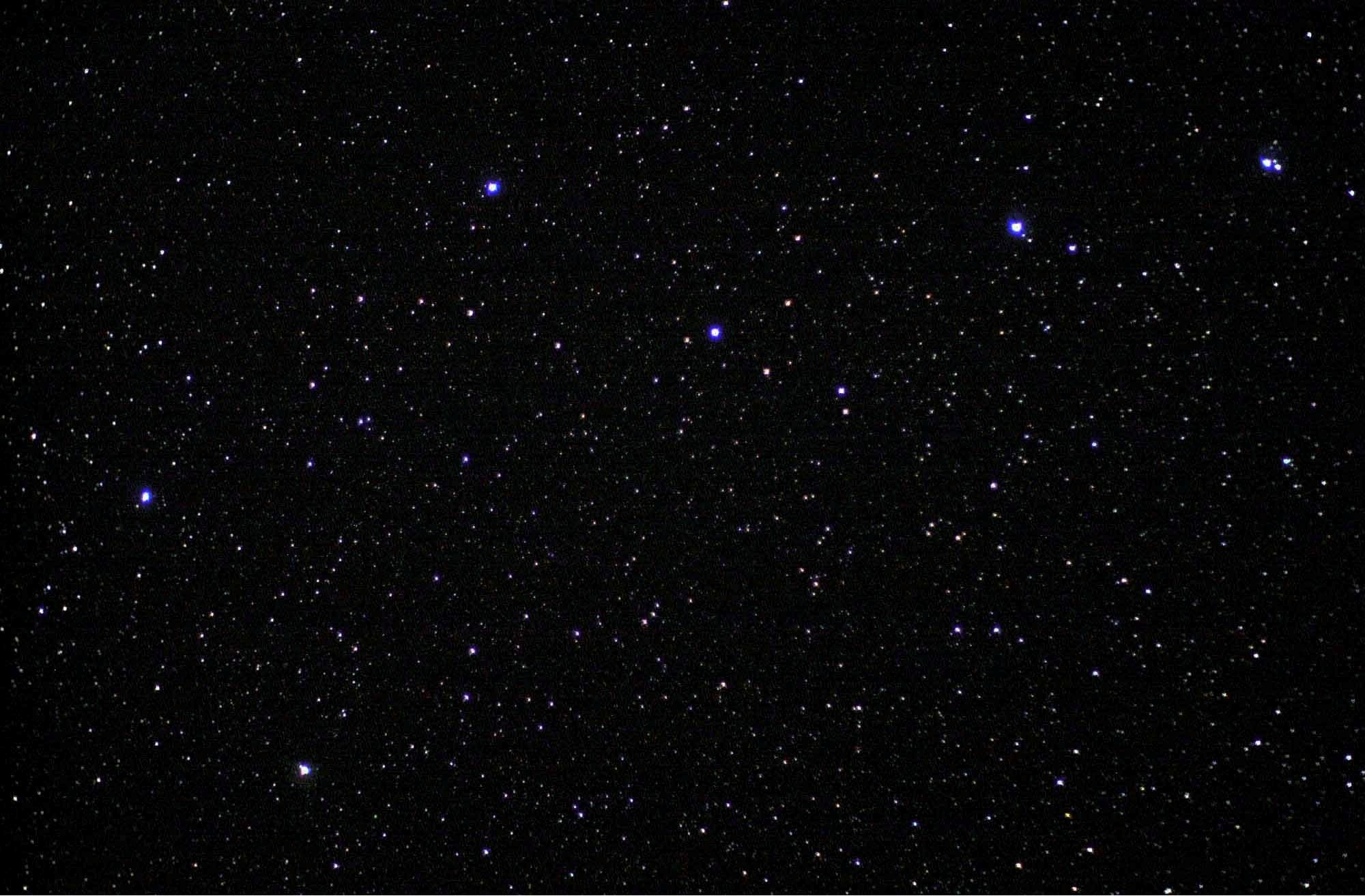
Bảy ngôi sao trong nhóm sao Bắc Đẩu sáng giữa bầu trời đầy sao.

Cờ của tiểu bang Alaska, Hoa Kỳ với biểu tượng 7 ngôi sao Bắc Đẩu và sao Bắc Cực.

Trong thiên văn học hiện đại, nhóm sao này là một nhóm sao gồm 7 ngôi sao, là bảy ngôi sao sáng nhất nằm trong ranh giới của chòm sao Đại Hùng (Ursa Major) tại thiên cầu bắc. Chòm sao Đại Hùng ngoài 7 ngôi sao trong nhóm sao Bắc Đẩu còn nhiều ngôi sao khác.

## Nhóm sao Bắc Đẩu theo quốc gia
Trong hệ thống các chòm sao Trung Quốc, nhóm sao Bắc Đẩu là bảy ngôi sao ở hướng Bắc mang hình ảnh cái đấu (đẩu). Bốn ngôi đầu tạo thành một tứ giác gọi là Đẩu khôi, ba ngôi sau tạo thành cái đuôi gọi là Đẩu thược. Ngoài ra, còn một ngôi sao nằm sát bên cạnh ngôi sao ở giữa của Đẩu thược, được coi là sao phụ, gọi là Phụ tinh. Mỗi ngôi sao được đặt một tên riêng, và theo thần thoại Trung Quốc thì tại mỗi ngôi sao có một vị Tinh quân trông coi. Mỗi vị Tinh quân đó lại có một tên riêng.
Trong Đạo giáo, Bắc Đẩu Thất Tinh là Bắc Thần, được gọi là Thiên Cương, ở phía cực Bắc và có hình dáng giống cái đấu đo lường.
Ở Việt Nam, nhóm sao này còn được gọi là sao Bánh Lái Lớn. Bánh lái ở đây không phải là chiếc bánh lái tàu thủy thường thấy trên các boong tàu hiện đại, mà, theo như từ điển Đại Nam quấc âm tự vị của Huỳnh Tịnh Của, chính là phần đuôi lái của ghe. Nhóm sao này được gọi cụ thể là "lớn" để phân biệt với chòm sao Tiểu Hùng có hình dạng tương tự, được người Việt Nam xưa gọi là sao Bánh Lái Nhỏ. Dù tên gọi này ngày nay không còn phổ biến trong ngôn ngữ thường ngày, nó vẫn còn được dùng trong một số cộng đồng ở duyên hải miền Trung và Nam Bộ, nơi mà sao Bánh Lái Lớn là một dấu hiệu để ngư dân tìm được hướng Bắc khi đi biển vào ban đêm.
Ở Mỹ, nhóm sao Bắc Đẩu được gọi là Big Dipper (cái muỗng lớn). Trong khi đó, Anh gọi bảy ngôi sao này là The Plough (cái cày), còn xứ Ireland láng giềng thì gọi chúng là An Camchéachta (cái cày cong) và lấy chúng làm biểu tượng của một nước Ireland độc lập, tự chủ, không chịu sự cai trị của Đế quốc Anh. Ở Pháp, nhóm sao này vừa mang hình ảnh một cỗ xe lớn (Grand Chariot), lại vừa được ví như một chiếc chảo lớn (Grande Casserole).

## Các ngôi sao thành phần
Nhóm sao Bắc Đẩu gồm bảy ngôi sao chính:
| Tên sao (phương tây) | Ký hiệu theo Bayer (tên thiên văn) | Tên Hán Việt (Tinh quân) | Tên Trung Quốc | Tên Việt Nam | Cấp sao biểu kiến | Khoảng cách (ly) |
| -------------------- | ---------------------------------- | ------------------------ | -------------- | ------------ | ----------------- | ---------------- |
| Dubhe                | α UMa                              | Thiên Xu (Tham Lang)     | 天枢 (貪狼)    | Bắc Đẩu 1    | 1,8 m             | 124              |
| Merak                | β UMa                              | Thiên Tuyền (Cự Môn)     | 天璇 (巨門)    | Bắc Đẩu 2    | 2,4 m             | 79               |
| Phecda               | γ UMa                              | Thiên Cơ/Ky (Lộc Tồn)    | 天玑 (祿存)    | Bắc Đẩu 3    | 2,4 m             | 84               |
| Megrez               | δ UMa                              | Thiên Quyền (Văn Khúc)   | 天权 (文曲)    | Bắc Đẩu 4    | 3,3 m             | 81               |
| Alioth               | ε UMa                              | Ngọc Hành (Liêm Trinh)   | 玉衡 (廉貞)    | Bắc Đẩu 5    | 1,8 m             | 81               |
| Mizar                | ζ UMa                              | Khai Dương/ (Vũ Khúc)    | 開陽 (武曲)    | Bắc Đẩu 6    | 2,1 m             | 78               |
| Alkaid               | η UMa                              | Dao Quang (Phá Quân)     | 摇光 (破軍)    | Bắc Đẩu 7    | 1,9 m             | 101              |
| Alcor                | 80 UMa                             | Phụ tinh của Mizar       |                |              |                   |                  |

Vị trí nhóm sao Bắc Đẩu trên bản đồ sao:
|                          |                              |                                    |
| Bắc Đẩu là một nhóm sao. | Nằm trong chòm sao Đại Hùng. | Khác với sao Bắc Cực, sao Polaris. |